# ラムローサ (ミネラルウォーター)
ラムローサ（スウェーデン語：Ramlösa）はスウェーデンのヘルシンボリ南部にあるラムローサ・ブルンスパルクを源泉とした発泡性ミネラルウォーターのブランドである。ラムローサの起源は1707年まで遡る。

## 概要

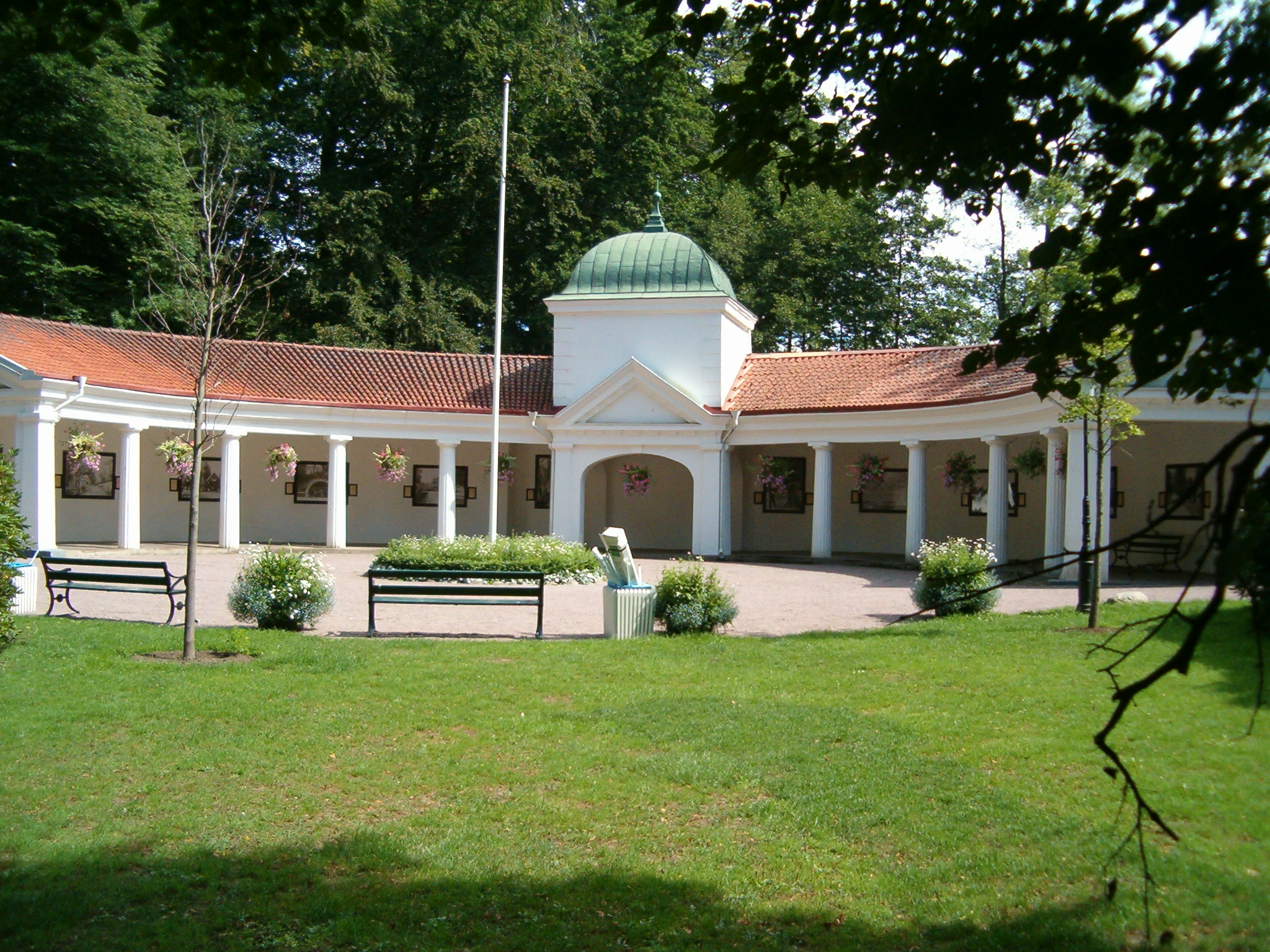
スウェーデンのヘルシンボリにあるラムローサ・ミネラルウォーター泉のスパ・パビリオン

ラムローサは北ヨーロッパでは非常に親しまれており、高級なミネラルウォーターとして認知されている。ラムローサはスカンディナヴィア諸国以外でも人気があり、遠くはニュージーランドにも輸出されている。テレビドラマのザ・ソプラノズ 哀愁のマフィアの第23話 「証人」（Bust Out）の中でも採り上げられた。
ラムローサは、現在ではデンマークの醸造企業カールスバーグ社の傘下にある。
スウェーデンで放送されていたラムローサの以前のコマーシャルではステラン・スカルスガルドがナレーションを担当していた。